# Love Metal
Love Metal je čtvrté řadové album finské lovemetalové skupiny HIM vydané v roce 2003.
Album obsahuje singly Buried Alive By Love, The Funeral Of Hearts a The Sacrament. Album bylo nahráno v sestavě Ville Hermanni Valo (zpěv), Linde Lazer (kytara), Mige Amour (basová kytara), Emerson Burton (klávesy) a Gas Lipstick (bicí).

## Seznam skladeb
1. Buried Alive By Love - 4:49
2. The Funeral Of Hearts - 4:32
3. Beyond Redemption - 4:28
4. Sweet Pandemonium - 5:45
5. Soul On Fire - 4:01
6. The Sacrament - 4:35
7. This Fortress Of Tears - 2:15
8. Circle Of Fear - 5:27
9. Endless Dark - 5:35
10. The Path - 7:41
11. Love's Requiem - 8:34